# Buffon (månekrater)
Buffon er et nedslagskrater på Månen. Det befinder sig på den sydlige halvkugle på Månens bagside og er opkaldt efter den franske matematiker og naturvidenskabsmand Comte de Buffon (1707 – 1788).
Navnet blev officielt tildelt af den Internationale Astronomiske Union (IAU) i 1970. 
Krateret observeredes første gang i 1965 af den sovjetiske rumsonde Zond 3.

## Omgivelser
Buffonkrateret ligger en kraterdiameter syd for den store bjergomgivne slette Chebyshev. Mod nordøst ligger Langmuirkrateret og mod sydvest Leavittkrateret. Buffon ligger nær midtpunktet mellem disse kratere. 

## Karakteristika
Krateret er nedslidt og eroderet med en cirkulær rand, som stadig kan spores gennem det knudrede terræn, men som er irregulær og afrundet efter mange mindre nedslag. Det mest bemærkelsesværdige af disse er et lille krater, som ligger over den nordlige rand, samt satellitkrateret "Buffon D", som ligger langs den indre, østlige væg. Kraterbunden, som generelt er forholdsvis jævn, er dog også bakket og irregulær, særligt i den østlige halvdel.

## Satellitkratere
De kratere, som kaldes satellitter, er små kratere beliggende i eller nær hovedkrateret. Deres dannelse er sædvanligvis sket uafhængigt af dette, men de får samme navn som hovedkrateret med tilføjelse af et stort bogstav. På kort over Månen er det en konvention at identificere dem ved at placere dette bogstav på den side af satellitkraterets midte, som ligger nærmest hovedkrateret. Buffonkrateret har følgende satellitkratere:
| Buffon | Længde  | Bredde   | Diameter |
| ------ | ------- | -------- | -------- |
| D      | 40,2° S | 131,7° V | 20 km    |
| H      | 42,3° S | 128,5° V | 26 km    |
| K      | 46,3° S | 128,0° V | 18 km    |
| V      | 39,2° S | 137,1° V | 38 km    |

## Måneatlas
- Billeder af Buffonkrateret i LPI-måneatlasset